# Rifugio Cesare Ponti
Das Rifugio Cesare Ponti (oft auch nur Rifugio Ponti) ist eine Schutzhütte der Sektion Mailand des Club Alpino Italiano (CAI). Sie liegt in der italienischen Region Lombardei im Veltlin, auf einer Höhe von 2559 m s.l.m. innerhalb der Gemeinde Val Masino. Die Hütte wird von Anfang Juni bis Ende September bewirtschaftet und bietet 60 Bergsteigern Schlafplätze.

## Übergänge und Nachbarhütten
Die Hütte liegt am Sentiero Roma, einem alpinen Höhenweg. Die nächstgelegenen Hütten auf diesem sind:
- Rifugio Allievi-Bonacossa (2388 m s.l.m.) ⊙ in ca. 5 Stunden[1]
- Rifugio Bosio-Galli (2086 m s.l.m.) ⊙ in ca. 2½ Stunden[2]

## Gipfelbesteigungen
Monte Disgrazia (3678 m s.l.m.) ⊙